# Adam Gilchrist
Adam Craig (Gilly) Gilchrist (ur. 14 listopada 1971 w Bellingen) – australijski krykiecista grający na pozycji wicket-keepera, ale także znakomity i bardzo agresywny batsman (odbijający), w latach 1996-2008 członek reprezentacji Australii, w 2002 zdobył tytuł "krykiecisty roku".
Gilchrist uważany jest za znakomitego wicket-keepera, ale stał się sławny dzięki jego umiejętnościom jako odbijający. Jego średnia (batting average) wynosi ponad 48 co daje mu 45. miejsce na liście najlepszych odbijających wszech czasów, a we wcześniejszym momencie jego kariery jego średnia wynosiła prawie 60, co dawało mu drugie miejsce na liście wszech czasów. Równie ważna jak jego średnia jest szybkość, z jaką Gilchrist zdobywa punkty; jego strike rate zarówno w meczach testowych jak i jednodniowych należy do najwyższych na świecie. Już kilkukrotnie w swojej karierze Gilchrist był w stanie całkowicie zmienić przebieg meczu właśnie dzięki swojemu bardzo agresywnemu stylowi gry. Gilchrist zrewolucjonizował koncept batsmana odbijającego na siódmej pozycji, jego średnia i szybkość z jaką zdobywał punkty była lepsza od wielu innych graczy, którzy specjalizowali się jako batsmani.
W anonimowej ankiecie przeprowadzonej pośród czołowych bowlerów świata Gilly otrzymał tytuł "Najbardziej przerażającego batsmana na świecie" ("World's Scariest Batsman"), a w 2007 został uznany za najlepszego australijskiego gracza wszech czasów w meczach jednodniowych. Był pierwszym i jak do tej pory jedynym graczem w historii krykieta, który ma na koncie sto uderzeń za sześć punktów. Jest rekordzistą pod względem "złapanych" batsmanów.
Jest żonaty i ma dwoje dzieci.
W 2005 Gilchrist został zaproszony przez drużynę baseballową Boston Red Sox do przyłączenia się do niej po zakończeniu kariery w krykiecie.

## Statystyki
Na podstawie.
| Rodzaj rozgrywek      | Mecze | Runy | Średnia odbić | Setki/pięćdziesiątki | Najlepszy rezultat | Catche/stumpingi |
| --------------------- | ----- | ---- | ------------- | -------------------- | ------------------ | ---------------- |
| Testy                 | 96    | 5570 | 47,60         | 17/26                | 204                | 379/37           |
| One Day International | 287   | 9619 | 35,89         | 16/55                | 172                | 417/55           |